# Pactum Ludovicianum
Il (Pactum) Ludovicianum (scritto anche Ludowicianum o Hludowicianum ) fu un accordo raggiunto nell'817 tra l'imperatore Ludovico il Pio e papa Pasquale I riguardo al governo dell'Italia centrale e ai rapporti dello Stato Pontificio con l'impero carolingio. Il testo del Ludovicianum è conservato principalmente in manoscritti di diritto canonico dell'XI e XII secolo ed è stato ricostruito da esperti moderni. Si pensa che alcune sezioni del Ludovicianum siano conferme di accordi presi tra il padre di Ludovico, Carlo Magno, e papa Adriano I durante i viaggi del primo a Roma nel 781 e nel 787.
Le trattative che sfociarono nel Ludovicianum iniziarono durante il pontificato di Stefano IV, ma l'accordo si concluse solo poco dopo l'elezione del suo successore, Pasquale I, nel gennaio dell'817. Stefano aveva unto e incoronato Ludovico e sua moglie, Ermengarda, a Reims nell'ottobre dell'816. In cambio Ludovico aveva concesso al Papa tutto ciò che aveva richiesto, come riportato sia nella biografia di Stefano nel Liber Pontificalis che nella biografia di Ludovico, la Vita Hludowici Imperatoris. Pasquale, subito dopo la sua elezione, inviò un'ambasciata a Ludovico chiedendo conferma del pactum che era stato concordato con Stefano.
Il primo testo che sostiene di essere una versione completa del Pactum siglato tra imperatore e papa nell'817 si trova nelle raccolte di diritto canonico della fine dell'XI secolo, ma si basa su una raccolta compilata dal cardinale Deusdedit come preliminare alla sua Collectio Canonum, terminata nel 1087. Sia Anselmo di Lucca che Bonizone di Sutri copiarono il Ludovicianum nelle loro raccolte di diritto canonico. Il testo del Ludovicianum ricorda da vicino il successivo Privilegium Ottonianum, firmato tra l'imperatore Ottone il Grande e papa Giovanni XII (962). Esiste un altro frammento manoscritto che ricorda da vicino il Ludovicianum e che potrebbe esserne effettivamente una copia del IX o del primo X secolo. Questo frammento, pubblicato per la prima volta da Angelo Mercati nel 1926, è scritto in minuscola carolina su papiro, materiale di scrittura regolarmente in uso solo negli scriptoria del papato dell'epoca.